# John White (Mediziner, um 1756)

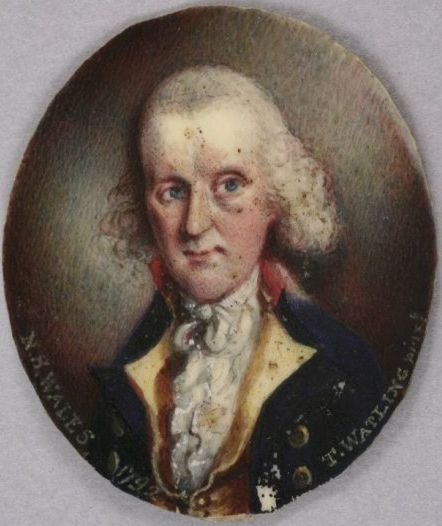
John White

John White (* 1756 oder 1757 in Drumaran; † 20. Februar 1832 in Worthing (Sussex)) war ein britischer Chirurg und Botaniker irischer Abstammung. Sein offizielles botanisches Autorenkürzel lautet „J.White“.

## Leben und Wirken
Nach dem Schulbesuch in Enniskillen wurde er 1778 Angehöriger der Royal Navy. 1780 wurde er zum Chirurgen befördert, sein Diplom erhielt er 1781. Er diente unter anderem in Indien und der Karibik. 
Auf Empfehlung des Marineoffiziers Andrew Snape Hamond wurde White Chirurg auf dem Schiff Charlotte. Das Schiff gehörte der First Fleet an, die als erste englische Siedlerflotte nach Australien 1787 ablegte. Nach der Ankunft 1788 hatte White in der neu gegründeten Kolonie New South Wales das Amt des Generalchirurgen (Surgeon-General) inne.
White war der Erstbeschreiber zahlreicher Arten der australischen Fauna und Flora, darunter des Korallenfinger-Laubfroschs. 1790 veröffentlichte er die Landesbeschreibung Journal of a Voyage to New South Wales mit 65 Kupferstichen australischer Tiere und Pflanzen.
Wie aus seinem Tagebuch hervorgeht, hasste er Australien jedoch innig. Er bezeichnete es als „ein Land, das so abstoßend und abscheulich ist, dass es nichts als Ekel und Flüche verdient“ („a country and place so forbidding and so hateful as only to merit execration and curses“). 1794 verließ er Australien und kehrte nach England zurück. Von 1796 bis 1800 war White Chirurg auf der HMS Royal William, anschließend Chirurg der Werften in Sheerness (1799–1803) und später Chatham. 1820 trat er in den Ruhestand.
Er hatte einen Sohn aus einer Beziehung zu Rachel Turner, die als Strafgefangene mit der Second Fleet nach Australien gekommen war, sowie einen weiteren Sohn und zwei Töchter aus einer nach seiner Rückkehr nach England geschlossenen Ehe.

## Schriften (Auswahl)
- Journal of a Voyage to New South Wales. 1790. (Digitalisierte Fassung)